# Bulgarische Eishockeyliga 2012/13
Die Saison 2012/13 war die 61. Spielzeit der bulgarischen Eishockeyliga, der höchsten bulgarischen Eishockeyspielklasse. Meister wurde zum insgesamt 14. Mal in der Vereinsgeschichte der HK ZSKA Sofia. Es ist der erste Titel der Mannschaft seit 1986.

## Teilnehmer
- HK Lewski Sofia
- HK NSA Sofia
- HK Slawia Sofia
- HK ZSKA Sofia

## Modus
In der Hauptrunde absolvierte jede der vier Mannschaften insgesamt zehn Spiele. Der Erstplatzierte der Hauptrunde wurde Meister. Für einen Sieg erhielt jede Mannschaft drei Punkte, bei einem Unentschieden gab es einen Punkt und bei einer Niederlage null Punkte.

## Hauptrunde
|    | Klub            | Sp | S  | U | N  | Tore   | Punkte |
| -- | --------------- | -- | -- | - | -- | ------ | ------ |
| 1. | HK ZSKA Sofia   | 10 | 10 | 0 | 0  | 133:28 | 30     |
| 2. | HK NSA Sofia    | 9  | 5  | 0 | 4  | 71:57  | 15     |
| 3. | HK Slawia Sofia | 10 | 5  | 0 | 5  | 45:37  | 15     |
| 4. | HK Lewski Sofia | 11 | 0  | 0 | 11 | 16:143 | 0      |

Sp = Spiele, S = Siege, U = Unentschieden, N = Niederlagen

## Auszeichnungen
Zum besten Torhüter der Saison wurde Konstantin Michailow von ZSKA Sofia gewählt. Bester Verteidiger war Bogdan Stefanow von Slawia und bester Stürmer Juraj Dusicka, der für den Meister ZSKA spielte.